# Mohammad Azam Khan
Mohammad Azam Khan (persiano: محمد عظم خان; Kabul, 1820 – Tehran, 1870) è stato emiro dell'Afghanistan dal 1867 al 1868.

## Biografia
Nato a Kabul nel 1820, Mohammad Azam Khan era il figlio quintogenito dell'emiro Dost Mohammed Khan. Azam Khan succedette a suo fratello maggiore Mohammad Afzal Khan dopo la morte di quest'ultimo il 7 ottobre 1867. Sher Ali Khan venne reinstallato come emiro dell'Afghanistan quando le sue forze catturarono Kabul il 21 agosto 1868. Sher Ali entrò a Kabul l'8 settembre 1868, ma Mohammad Azam Khan era già riuscito a fuggire in esilio dapprima a Sistan e poi nell'Impero persiano dove venne accolto a corte e dove morì nel 1870.